# クルーズコントロール

クルーズコントロールのアイコン（表示灯）

クルーズコントロール (Cruise Control) は、自動車の付加機能のひとつで、運転者が設定した速度を自動で維持する機能、またそのための装置の名称である。オートクルーズおよびオートクルーザーとも称する。この機能を使用すればアクセルペダルを踏み続ける必要がないため、運転者の疲労軽減並びに同乗者の快適性向上に寄与する。1958年にクライスラーが自動車の定速走行技術として初めて導入した。

## 概要
1958年にクライスラーがインペリアルに初めて採用した。日本車としては1964年に登場したトヨタ・クラウンエイトが、「オートドライブ」の名称でオプション装備として初採用した。
その後もごく一部の車種しか採用されなかったが、1981年に登場したホンダ・アコード以降、多くの車種に普及し、アフターマーケットのキットも販売されるようになった。近年、プリクラッシュセーフティーシステム搭載の乗用車の場合は後述するアダプティブ・クルーズ・コントロールを採用している場合がある。
1990年代になると、トラックでも大型車の機械式オートマチックトランスミッション車を中心にクルーズコントロールが設定されるようになった。トラックは積載時と空車時で総重量や走行抵抗が異なるため、アクセル開閉の“むら”を減らし省燃費運転を行うことを目的に装備される。シフトチェンジだけでなく排気ブレーキやリターダなどの補助ブレーキや衝突被害軽減ブレーキと連動可能な車種も存在し、2010年代からは大型観光バスにも設定されている。
鉄道車両でも定速制御というほぼ同じ目的のシステムを持ったものが存在する。航空機の推力調整機能はオートスロットルと呼ばれ、通常はオートパイロットに統合されている。

## 使用法

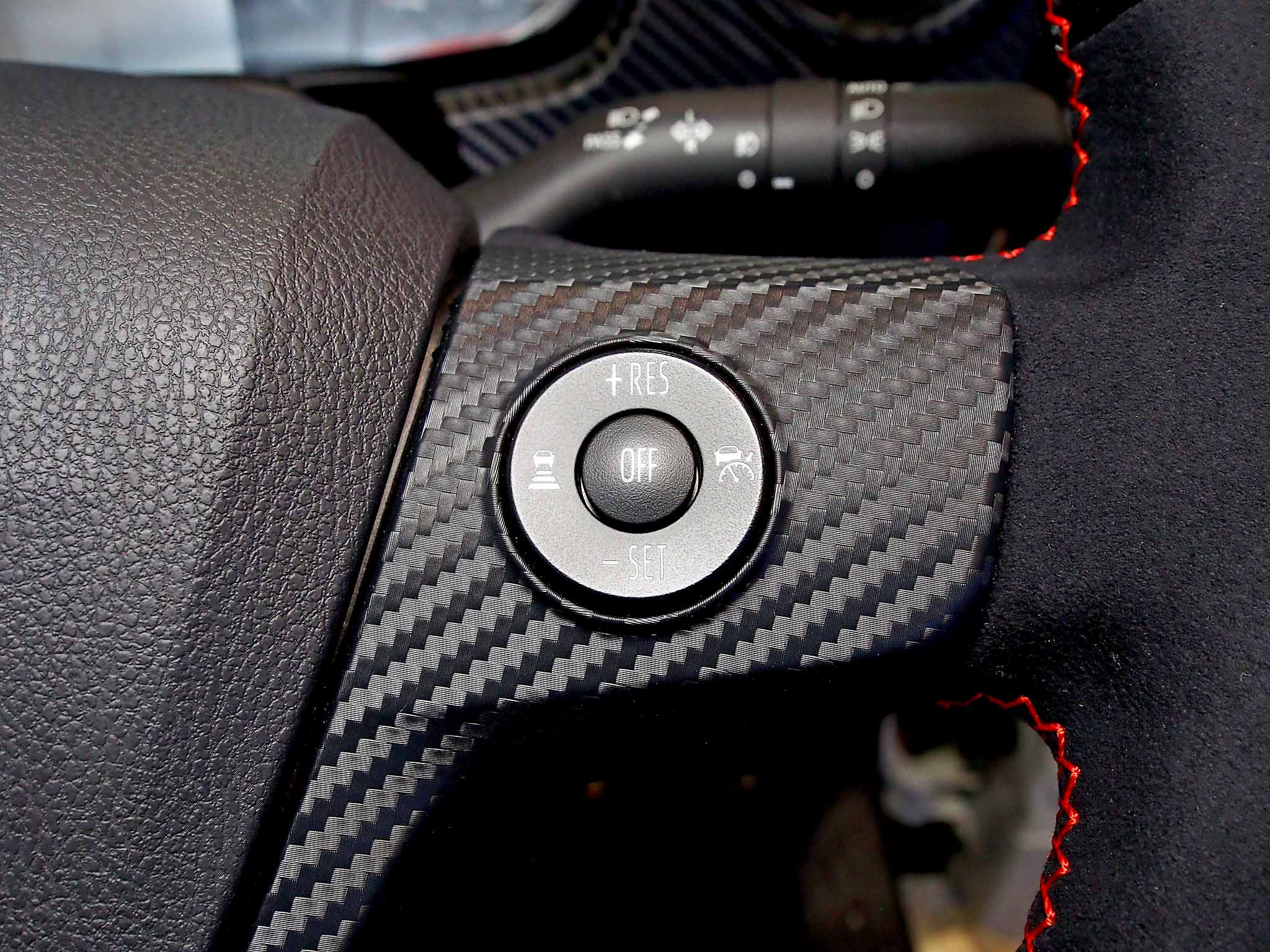
ステアリングホイールに備えられたクルーズコントロールのスイッチ（日野・プロフィア）

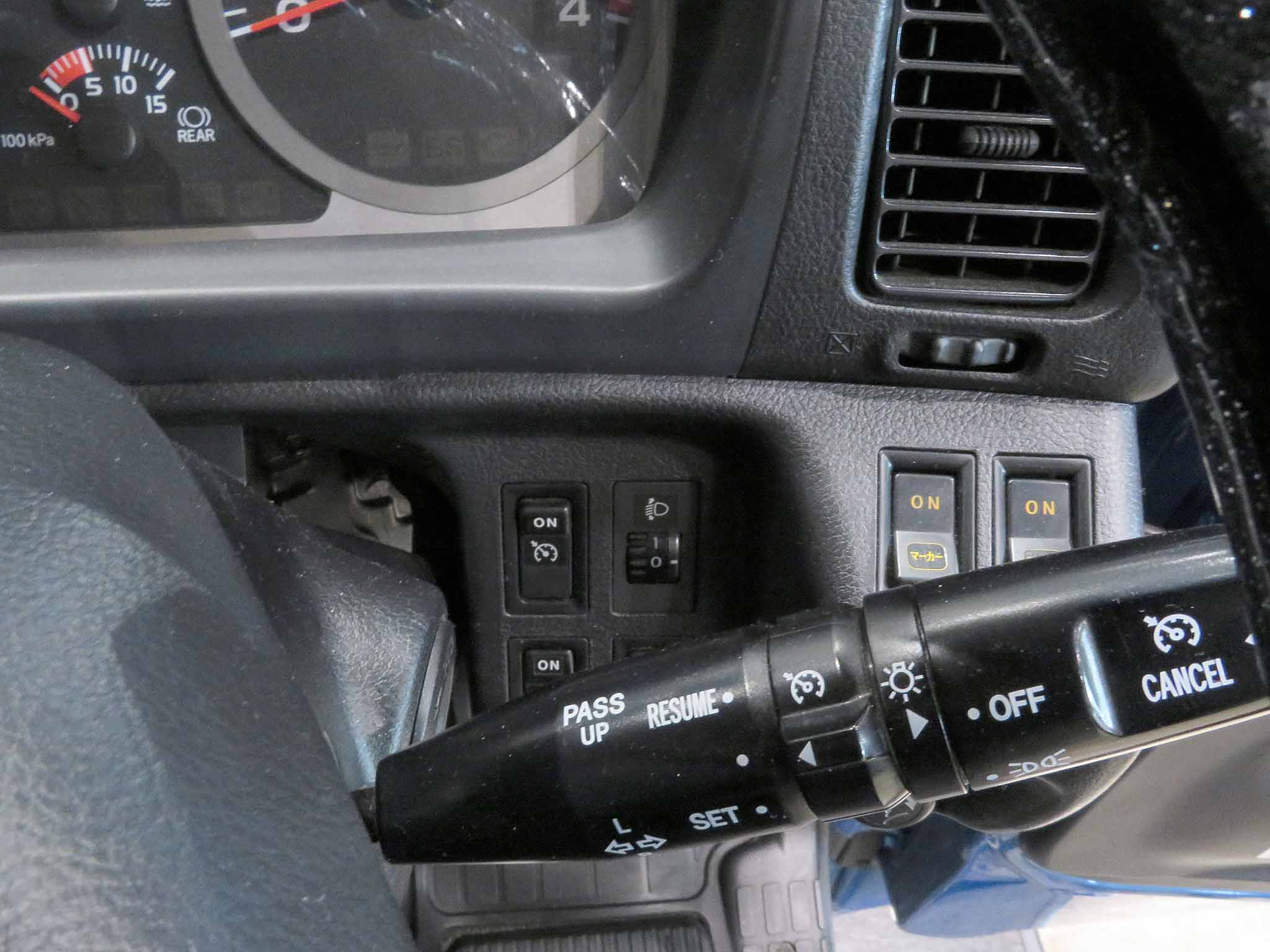
コラムレバーに設置されたクルーズコントロールの設定スイッチとインパネの下に設置されたマスタースイッチ（日野・レンジャー）

### 速度設定
通常、ステアリングホイール付近の位置にエルゴノミクスに基づいたボタンあるいはレバーが備わっており、速度設定、増速、減速、解除の操作を行う。不用意にこれらのボタンやレバーに触れてしまうことで意図しない巡航運転が開始されることを防ぐために、マスタースイッチを持つ車種もある。速度設定と減速のための動作は、共通することがある。
クルーズコントロールには、設定可能速度範囲（例えば、40 - 110 km/h）が存在する。この速度範囲において通常走行中に、ドライバーが速度設定指示をすれば、その速度が記憶され、定速走行が始まる。なお、作動速度範囲の上限を越える速度で通常走行中に速度設定指示がなされた際には、定速走行に移行しないか、あるいは設定上限の速度までゆるやかに減速した後に定速走行が始まる。

### 定速走行中の加速
クルーズコントロールの下で定速走行中、ドライバーがアクセルペダルを踏めば増速する。この場合、速度の設定は上書きされない。したがってアクセルが離されれば以前記憶した速度までゆるやかに減速した後に定速走行が再開される。同様の走行中、増速指示を出し続ければ、ゆるやかに増速する。この場合は増速指示を止めた時点の速度が設定される。ただし、この際の速度がクルーズコントロールの作動速度範囲を超えている場合には、その上限の速度が設定される。定速走行中にドライバーが増速ボタンを短時間押せば、設定速度がある単位（例えばひと押しあたり1.5 km/hなど）増加するものもある。

### 定速走行中の減速および解除
一般にクルーズコントロールは、ドライバーがブレーキペダルかクラッチペダルを踏むことや、解除ボタンを押すことによって解除される。追突事故を防止する目的で、先行車との距離などに応じて設定速度を自動調節するタイプのクルーズコントロール（アダプティブ・クルーズ・コントロール）も存在する。定速走行中にドライバーが減速ボタンを短時間押せば、設定速度がある単位（例えばひと押しあたり1.5 km/hなど）減少するものもある。

### 速度再設定
クルーズコントロールの下で定速走行中に速度セットをブレーキペダルやクラッチペダルを踏んで一旦解除した後、運転者がリジューム（復帰）スイッチを押せば、以前記憶した車速までゆるやかに加速あるいは減速された後に定速走行が再開される。ただし以前記憶した車速は、特定のイベント（例えば車速が30 km/h以下に落ちるなど）によってクリアされる。

## 問題点
設定可能速度の制限
クルーズコントロールの設定可能速度は法的な規制がなく、欧米の車種は上限を設けないか利用者が自主的に設定するように設計されている。日本の自動車メーカーの乗用車の設定車種は1980年代にホンダ・プレリュード（マニュアル車も含めて全車装着した）を初めとして一時増加したが、1990年代に減少した原因の一つは、この設定可能速度の制限にある。
クルーズコントロールの自動解除
一般的には、危険防止のためブレーキを踏んだり変速したりすると自動解除される。しかし、手動変速してもクルーズコントロールを自動解除しない車（2003年 マツダ・RX-8 オートマチックトランスミッション車）もある。この場合、手動変速によるエンジンブレーキが無効化される。
運転者感覚とのずれ
速度設定値と実際の車速との間に時間的な遅れが発生することが避けられない。上り坂でかなり速度が落ちてから急にスロットルが開いたり、下り坂ではどんどん速度が増してから急にエンジンブレーキが掛かったりするなど運転者感覚とずれることがあり、違和感を感じさせることもある。また、交差点や信号待ちの多い道路状況下で使用すると、数分あるいは十数分ごとにクルーズコントロールを再設定することが多いので、かえって面倒と感じる者もいる。
その他
クルーズコントロール搭載車はアクセルペダルの操作から解放されるため、運転時の緊張から解放され、居眠り運転・ながら運転を誘発して事故を引き起こした事例がある。またクルーズコントロール使用中に脚を組んだりダッシュボードに脚を乗せたりするなど運転時の姿勢を乱すことで危険回避行動が遅れる懸念や、乱れた運転姿勢を車外から目撃され、運行事業者に苦情として報告された事案がある。このため一部のトラック・バス事業者ではクルーズコントロールの使用を禁じているほか、ニヤクコーポレーションのように運転に集中してもらう目的でクルーズコントロールの機能を停止したり撤去したりする事業者が存在する。
また、高速道路の規制区間や工事区間の進入事故・死亡事故も報告されており、クルーズコントロール・運転ドライバーに対する警告を呼び掛けている。

## アダプティブ・クルーズ・コントロール (Adaptive Cruise Control, ACC)

アダプティブクルーズコントロールの模式図。赤い車は青い車との車間距離を保ちながら追従走行する。

「インテリジェントクルーズコントロール」、「レーダークルーズコントロール」、「全車速追従機能付クルーズコントロール」とも呼ばれる。
衝突被害軽減ブレーキには、先行車もしくは障害物との距離や接近率などを測定するための前方監視サブシステム、制動装置介入サブシステムが含まれているが、これらのサブシステムを利用することによって、従来のクルーズコントロールの機能に加え、先行車の動向に対応した車速制御をも行うものである。
在来のクルーズコントロールが、自車の速度を一定に保つことを目的としたシステムであるのと比べ、先行車との車間距離を一定に保つ機能を併せ持っているため、車速維持システムであると同時に、ある種の車両追随システムとしての側面もある。
在来のクルーズコントロールでは周囲の交通状況の変化とは無関係に設定速度を維持する機能しかもたないため、先行車との車間距離が減少あるいは拡大するなど、一定の車速では対応できない場合はその都度運転者による操作が必要であり、日本のような交通状況では使用できる場面が比較的限られていたが、アダプティブクルーズコントロールでは前方監視サブシステムの情報から車間距離を把握しているため、先行車の減速から運転者の希望する設定速度のまでの加速に関してはほぼ自動制御となる。この点が、（先行車が適切な速度にあるという前提ではあるが）アダプティブクルーズコントロールによる速度制御を適用できる範囲が広いゆえんでもある。
トヨタ車の一部には「通信利用型レーダークルーズコントロール」が装備されている。ITSコネクトを利用した車車間通信により取得した先行車の加減速情報にすばやく反応して車間距離や速度の変動を抑え、スムーズな追従走行が可能となる。先行車が同じ通信利用型レーダークルーズコントロール対応車の場合のみ作動する。